# Karl zu Salm-Horstmar
Karl Alexis Heinrich Wilhelm Adolph Friedrich Ferdinand Franz Otto Eduard zu Salm-Horstmar (* 20. Oktober 1830; † 9. September 1909 in Höxter) war ein deutscher Prinz.

## Familie
Karl zu Salm-Horstmar entstammte der Linie Grumbach der zum Hochadel zählenden Familie Salm. Die Wild- und Rheingrafen Salm-Grumbach waren Herren der zwischen 1802 und 1806 für wenige Jahre unabhängigen Grafschaft Horstmar, die 1806 durch die Rheinbundakte zum Großherzogtum Berg kam. Nach einer Annexion durch Frankreich, während der das Gebiet zwischen 1811 und 1813 dem Departement Lippe eingegliedert war, und einer Übergangsverwaltung durch das Generalgouvernement zwischen Weser und Rhein wurde es 1815 durch den Wiener Kongress dem Königreich Preußen zugeteilt; dort wurden die Grafen zu Salm-Grumbach 1816 in den erblichen preußischen Fürstenstand erhoben und nannten sich fortan Salm-Horstmar. 
Er war Sohn von Friedrich zu Salm-Horstmar (1799–1865) und dessen Frau Elisabeth, geborene zu Solms-Rödelheim und Assenheim (1806–1886). Sein Großvater mütterlicherseits war Volrath Graf zu Solms-Rödelheim und Assenheim (* 6. Dezember 1762 in Assenheim; † 5. Februar 1818 in Rödelheim).

## Leben
Prinz Karl trat die Rechte der Erstgeburt am 27. März 1865 an seinen Bruder Otto (1833–1892) ab.
1868 heiratete Karl Prinzessin Elise zu Hohenlohe-Schillingsfürst (1831–1920), eine Tochter des Fürsten Franz Joseph zu Hohenlohe-Schillingsfürst (1787–1841) und der Fürstin Konstanze, geborene Prinzessin zu Hohenlohe-Langenburg. Die Ehe blieb kinderlos.
Er besuchte die Universität Bonn.